# Aka-Kora jezik
Aka-Kora jezik (kora; ISO 639-3: ack), jedan od četiri jezika sjeverne podskupine velikoandamanskih jezika koji se govorio na sjevernoj, sjeveroistočnoj i centralnoj obali otoka Veliki Andaman i Smith u Andamanima, Indija.
Pleme koje je govorilo ovim jezikom također se naziva Aka-Kora ili Kora.

## Vanjske poveznice
- Ethnologue (14th)
- Ethnologue (15th)